# Ariel Ramírez
Ariel Ramírez (Santa Fe, 4 de septiembre de 1921-Monte Grande, 18 de febrero de 2010) fue un músico, compositor y pianista argentino de extensa trayectoria, considerado como una de las figuras más destacadas del nativismo argentino. Difusor de la cultura tradicional a través de una amplia discografía y de sus actuaciones al frente de su compañía de folclore desde 1955 hasta 1980. Autor de numerosas canciones criollistas sumamente populares y de la Misa Criolla, una de las obras más importantes de la música argentina. Fue elegido presidente de SADAIC (Sociedad Argentina de Autores y Compositores de Música), en cinco períodos: 1970/74, 1974/77, 1993/97, 1997/2001 y 2001/2005.

## Biografía
Nació en la ciudad de Santa Fe, Argentina, el 4 de septiembre de 1921, hijo de Rosa Blanca Servetti y Zenón Ramírez, docente, periodista y escritor. A los cuatro años su familia se trasladó a Gálvez, localidad del departamento San Jerónimo, por el trabajo de su padre como director de escuelas. Allí vivió gran parte de su infancia y a los ocho años aprendió a tocar el piano. Tenía nueve hermanos.
Sus estudios de composición los realizaría muchos años más tarde en Buenos Aires con Luis Gianneo, Guillermo Graetzer y Erwin Leuchter. 
Hacia 1941 ―con 20 años de edad e impulsado por Atahualpa Yupanqui, quien lo escuchó en Córdoba― emprendió una larga temporada de viajes por varias provincias del centro y noroeste del país, para familiarizarse con la música regional. En ese lapso ofreció recitales de piano interpretando obras de música tradicional argentina y sudamericana, entre las que intercalaba sus primeras composiciones. En 1943 llegó a Buenos Aires, donde brindó numerosos conciertos y tuvo contrato permanente en Radio El Mundo. En 1946 grabó para RCA Victor sus primeros discos, uno de los cuales incluía la zamba La Tristecita, obra que le brindó popularidad.
En 1950 viajó a Europa, donde permaneció alrededor de cuatro años con residencia permanente en Roma, pero efectuando numerosas giras como intérprete de música argentina en distintas salas de conciertos y teatros de Italia, Austria, Alemania, Holanda, Bélgica e Inglaterra. En España fue becado por el Instituto de Cultura Hispánica para efectuar estudios sobre la música española de transmisión oral. En 1954 se instaló en Lima, Perú, donde continuó su carrera de solista haciendo presentaciones en distintas ciudades de ese país, así como también en otras de Bolivia, Chile y Uruguay.
En 1955 volvió a la Argentina, donde organizó la Compañía de Folklore Ariel Ramírez para llevar adelante un espectáculo coreográfico musical convocando a artistas de distintas regiones del país. A partir de su debut en el Teatro SODRE de Montevideo, gracias al estímulo de su director, el maestro Hugo Balzo, la compañía desarrolló su actividad durante más de veinte años por todo el territorio argentino. Entre los músicos más destacados que iniciaron o desarrollaron sus incipientes carreras actuando con el Maestro Ariel Ramírez se puede mencionar a Jorge Cafrune, Jaime Torres, Raúl Barboza y Los Fronterizos. En 1957 el grupo, que en ese momento estaba integrado por veinte músicos y bailarines, realizó una gira de cinco meses por la Unión Soviética, Polonia y Checoslovaquia. A su término, Ramírez continuó ofreciendo conciertos como solista de piano en Europa. Varias composiciones suyas se popularizaron en su país: Triste pampeano n.º 3, Agua y sol del Paraná, Los inundados, Volveré siempre a San Juan, Allá lejos y hace tiempo, El Paraná en una zamba, y fueron adquiriendo gran difusión en versiones de los más importantes intérpretes nativistas.
En la década de 1960 realizó innumerables giras por Argentina y comenzó a grabar para Philips una serie de LP con sus obras, y piano solo o en colaboración con otros músicos, y también una colección que constituye una antología de la música de algunas regiones argentinas (pampeana, litoraleña o mesopotámica) y de algunos géneros musicales (el vals criollo, la zamba y el tango). De todos sus LP como intérprete, el que adquirió mayor trascendencia fue Coronación del folklore, uno de los hitos fundamentales del nativismo, grabado en 1963 con Eduardo Falú (canto y guitarra) y Los Fronterizos.
El 4 de septiembre de 1967 formó parte del espectáculo folclórico que junto a Jaime Torres presentó la exhibición de la película Crónica para un futuro.
Como compositor escribió, además de una larga lista de canciones, varios ciclos integrales, presentados todos ellos a través de ediciones discográficas que tuvieron una notable repercusión. El primero de estos discos incluye la Misa Criolla y, también en carácter de estreno, los villancicos reunidos bajo el título Navidad Nuestra con textos de Félix Luna. En 1965 grabó con Ramón Navarro la cantata épica Los Caudillos escrita en colaboración con el historiador y poeta Luna. Un nuevo gran acontecimiento fue la aparición en 1969 del disco Mujeres argentinas, cantado por Mercedes Sosa y también con textos de Luna. Algunas de sus canciones, Alfonsina y el mar y Juana Azurduy, se cuentan entre las más logradas de su amplia producción.
Cantata sudamericana (1972) y Misa por la paz y la justicia (1981) son sus últimas producciones de largo alcance. En estos años también compuso música para algunas películas argentinas.
En otro terreno, con fines didácticos, escribió los 15 estudios para piano sobre ritmos y formas de la tradición musical argentina y las Canciones provincianas, para voces iguales.
Continuó ininterrumpidamente sus giras y presentaciones tanto en su país como en el exterior, aunque con menor frecuencia que en décadas anteriores.
El 5 de agosto de 1992 se realizó un concierto en su homenaje en el Teatro Colón de Buenos Aires bajo el título Ariel Ramírez, 50 años con la música nacional, en el que participaron algunos de los más importantes intérpretes de la música popular argentina, y en cuyo transcurso se ejecutaron exclusivamente obras suyas.
Sus últimos años vivió en Monte Grande, provincia de Buenos Aires, lugar donde falleció el 18 de febrero de 2010.

## La «Misa Criolla»
En 1964 la compañía discográfica Philips dio a conocer el álbum Misa Criolla, que resultó  inmediatamente un éxito mundial. Esta obra fue realizada en base al texto castellano redactado por la Comisión de las Iglesias de América latina, después de que el Concilio Vaticano II dispusiera la realización de los oficios religiosos en los lenguajes vernáculos, abandonando el uso exclusivo del latín, y contó con el apoyo y colaboración del sacerdote Osvaldo Catena, asesor de Liturgia para América Latina, el sacerdote Jesús Gabriel Segade (director de la Cantoría de la Basílica del Socorro) y del sacerdote Alejandro Mayol.
Editada al año siguiente, Misa Criolla. Para tenor, coro mixto, percusión, instrumentos andinos y clave o piano, presenta un notable conjunto de inspiradas melodías originales de su autor, basadas en ritmos regionales de la tradición musical argentina e hispanoamericana. La interpretación está a cargo de un solista, un coro de voces mixtas, piano y un conjunto instrumental basado en medios sonoros ligados a la etnofonía americana en el que figuran charango, quena y siku, entre otros. Consta de cinco partes de la liturgia común:
- Kyrie baguala-vidala[4]
- Gloria carnavalito-yaraví
- Credo chacarera trunca
- Sanctus carnaval cochabambino
- Agnus Dei estilo pampeano

Misa Criolla marcó la irrupción en el mundo de la música litúrgica argentina con un nivel artístico que le permitió ser admirada por sectores del público europeo, americano y de otras latitudes.

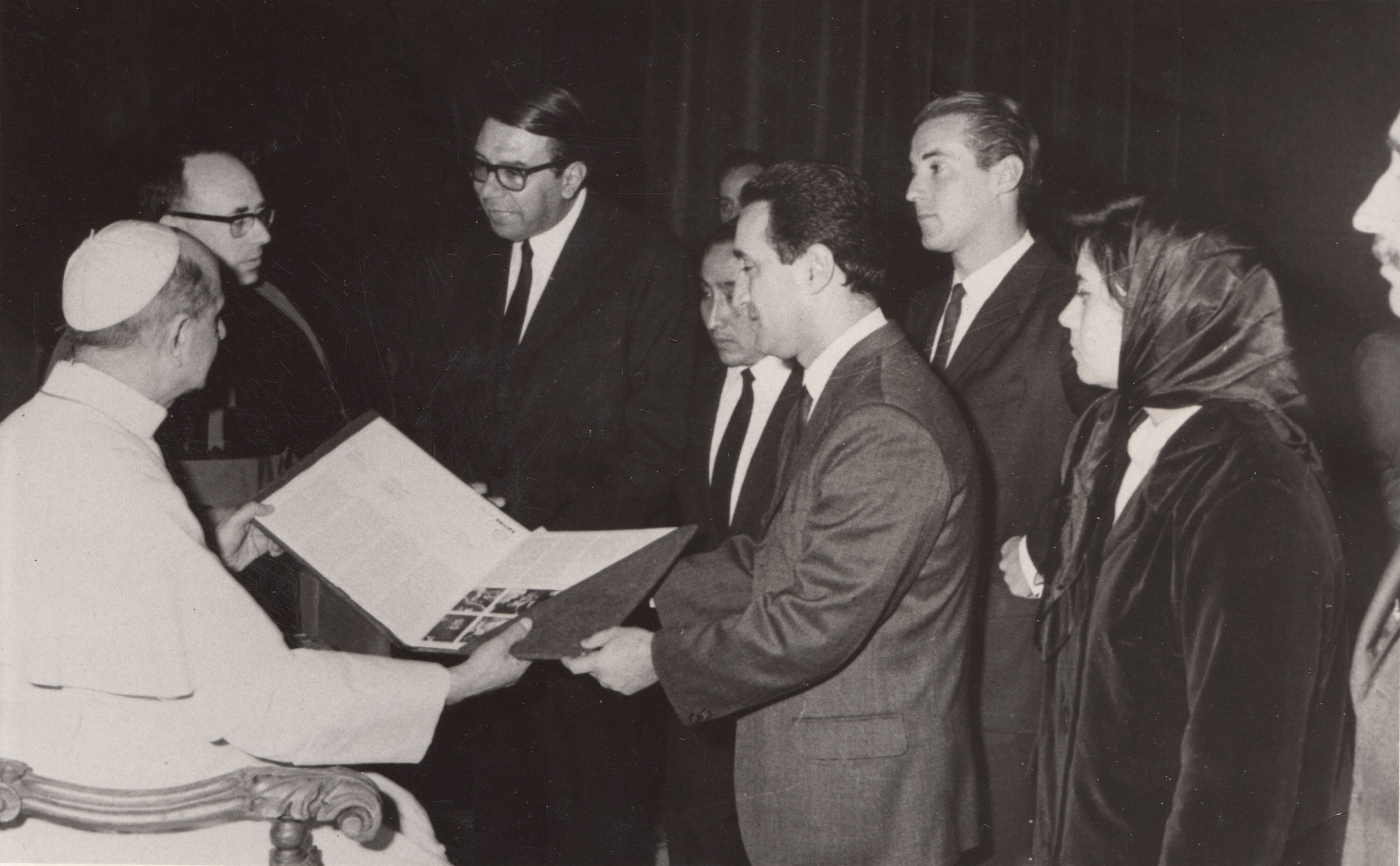
Ramírez entrega un ejemplar de La Misa criolla al Papa Pablo VI durante una gira europea en 1967

El estreno público se realizó en la ciudad alemana de Stuttgart, el 9 de marzo de 1967, en la Mozart-Saal de Liederhalle, con la participación del hoy disuelto grupo Los Fronterizos, Ariel Ramírez, Chito Zeballos, Luis Amaya, Jaime Torres, Domingo Cura y el Coro Easo y Maitea con la dirección del Maestro Bastida.
Se ejecutó por primera vez en el Teatro Colón de Buenos Aires con versión escénica a cargo de Roberto Oswald y Aníbal Lápiz, y quince días después en el Avery Fisher Hall en el Lincoln Center de Nueva York, y en la catedral de San Patricio de la misma ciudad. Aquella versión contó con el propio Ariel Ramírez (piano), Zamba Quipildor (voz), Jaime Torres (charango) y su conjunto, con Domingo Cura (percusión), Jorge Padín y el Coro Banco de la Provincia de Buenos Aires, dirigido por Fernando Teran. De difusión internacional, fue editada en más de 40 países con más de 3 millones de placas discográficas y fue cantada, entre otros, por George Dalaras, Mercedes Sosa y José Carreras (Plácido Domingo cantaba el Kyrie con Dominic Miller).
Participó en los festivales folclóricos más importantes de Argentina, como Cosquín y Jesús María.
El día Viernes 12 de diciembre de 2014, la Misa Criolla fue interpretada en la Basílica de San Pedro, en el Vaticano, dirigida por Facundo Ramírez, hijo del autor. e interpretada por Patricia Sosa y el coro romano Música Nuova. Este concierto fue organizado por el Ministerio de Cultura de la Nación y se encontró presente en el mismo la ministra de Cultura Teresa Parodi. La celebración fue en marco de los actos en honor a Nuestra Señora de Guadalupe y dicho evento fue presidido por el papa Francisco.

## Obras compuestas

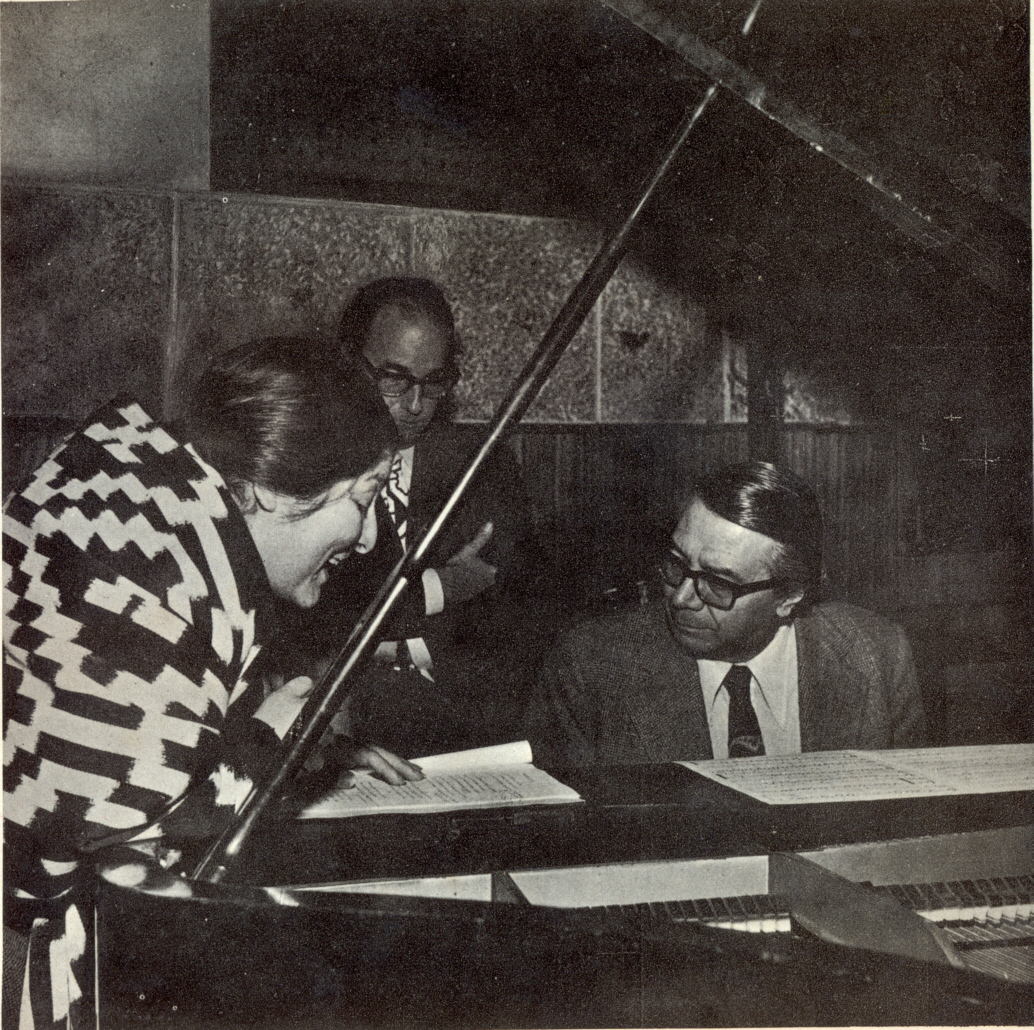
La cantante argentina Mercedes Sosa junto al poeta Félix Luna (detrás, de pie) y Ariel Ramírez (al piano), perteneciente al disco Cantata sudamericana, editado en Argentina en 1972.

- 1945: La tristecita (con María Elena Espiro, zamba)
- 1964: Navidad nuestra (con Félix Luna, villancicos)
- 1965: Los caudillos (con Félix Luna, cantata épica)
- 1960: Los inundados (con Guiche Aizemberg, canción litoraleña)
- 1969: Mujeres argentinas, donde se incluye "Alfonsina y el mar" y "Juana Azurduy" (con Félix Luna)
- 1977: París, la libertad (con Félix Luna, canción)
- 1950: Agua y sol del Paraná (con Miguel Brascó, canción litoraleña)
- 1958: El nacimiento del charango
- 1972: Cantata sudamericana (con Félix Luna)
- 1975: Quince estudios para piano
- 1980: Tríptico mocoví (con Guiche Aizenberg)[4]
- 1980: Misa por la paz y la justicia
- 1980: La hermanita perdida (con Atahualpa Yupanqui, aire de milonga dedicado a las islas Malvinas)

## Filmografía
Música
- El muerto (1975) dir. Héctor Olivera
- Esta es mi Argentina (1974) dir. Leo Fleider
- La revolución (1970) dir. Raúl de la Torre
- Güemes, la tierra en armas  (1971) dir. Leopoldo Torre Nilsson
- El Santo de la espada (1970) dir. Leopoldo Torre Nilsson
- Martín Fierro (1968) dir. Leopoldo Torre Nilsson
- La fusilación o El último montonero (1963) dir. Catrano Catrani
- Los inundados (1962)  dir. Fernando Birri

Intérprete
- Mercedes Sosa, como un pájaro libre  (1983) ...Él mismo
- Mire que es lindo mi país  (1981)
- El canto cuenta su historia  (1976)
- Argentinísima II  (1973)
- Argentinísima (1972) dir. Fernando Ayala y Enrique Olivera
- Cosquín, amor y folklore (1965) dir. Delfor María Beccaglia

Dirección musical
- Argentinísima II (1973)

Temas musicales
- Perón, sinfonía del sentimiento  (1999)
- ¡Cómo te extraño...! (1966)

## Premios

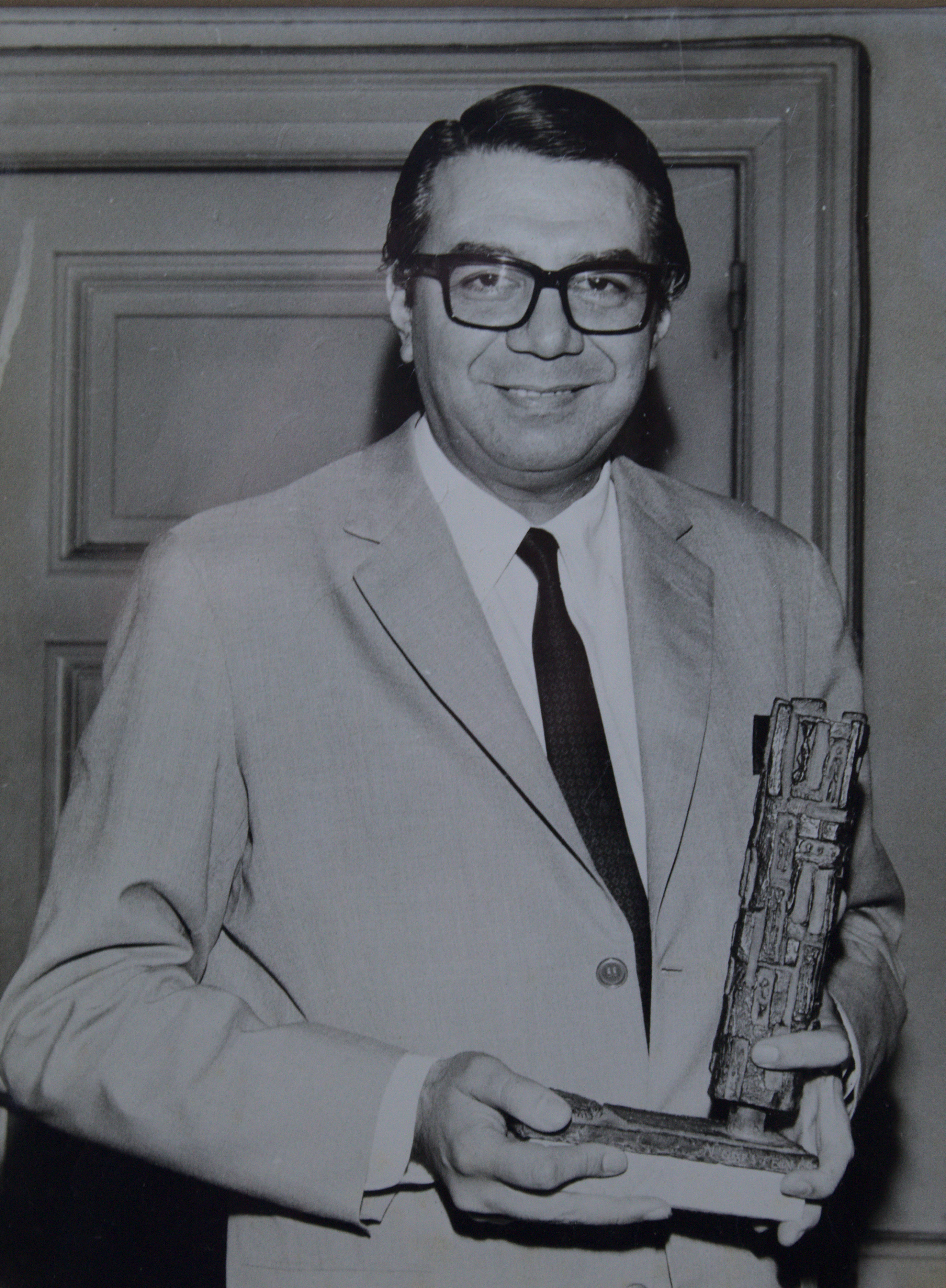
Ariel Ramírez recibe el premio Gran Premio Fondo Nacional de las Artes en 1968.

- 2015 -  Premio Konex - Diploma al Mérito post mortem como Autor/Compositor (Música Popular)
- 1985 - Premio Konex de Platino como Compositor de Folklore (Música Popular)
- 1985 -  Diploma al Mérito como Compositor de Folclore (Música Popular)
- 1968 -  Premio a la Mejor Música por el filme Martín Fierro (de Leopoldo Torre Nilsson), otorgado por la Asociación de Cronistas Cinematográficos de la Argentina